# Myotis ciliolabrum
Myotis ciliolabrum là một loài động vật có vú trong họ Dơi muỗi, bộ Dơi. Loài này được Merriam mô tả năm 1886.

## Hình ảnh

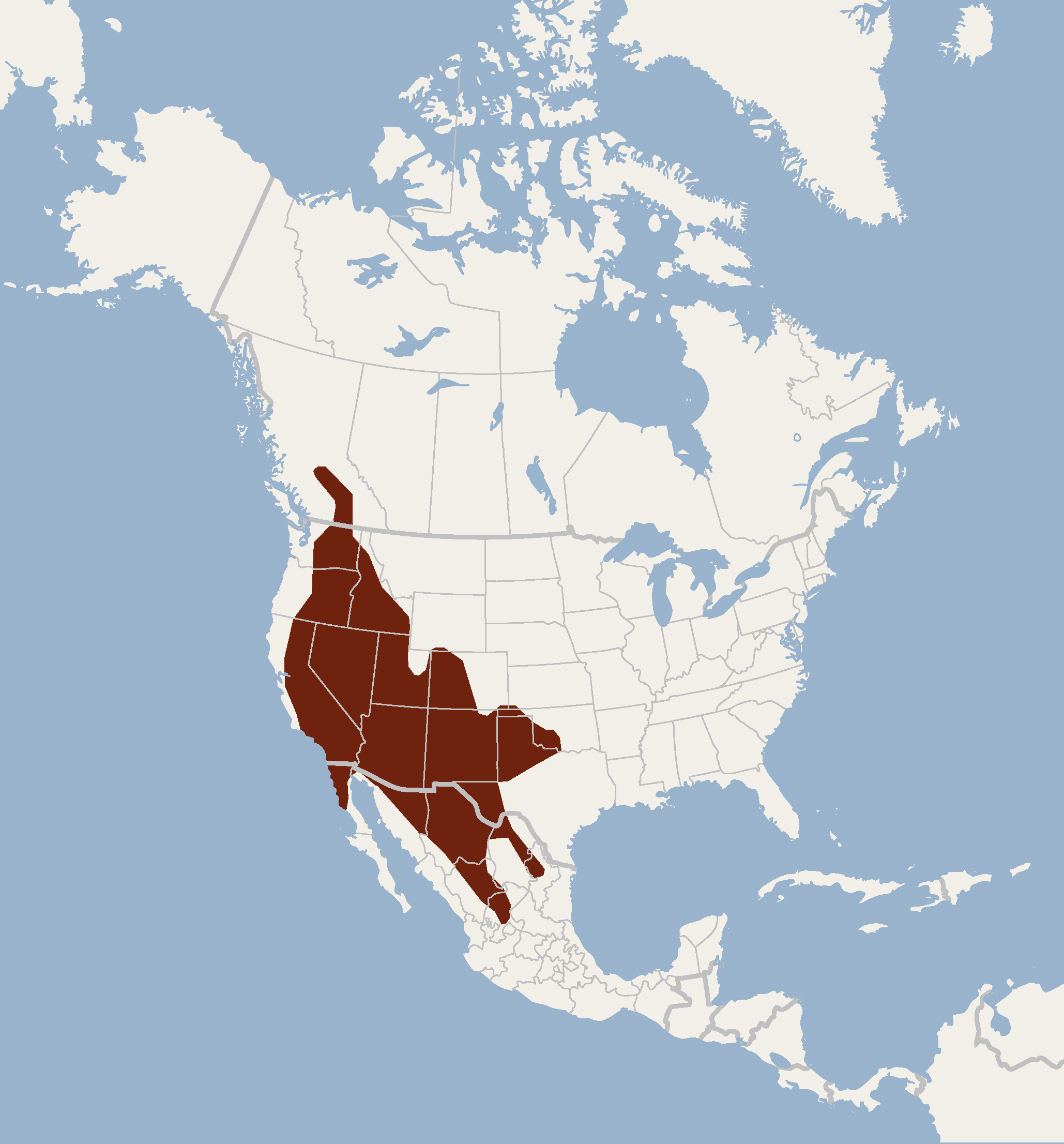